# 新亚历山德里夫卡 (别里斯拉夫区)
新亚历山德里夫卡（烏克蘭語：Новоолександрівка），是烏克蘭南部赫爾松州別里斯拉夫區新亚历山德里夫卡市镇内的村落及其行政中心。始建於1924年，面積165.1平方公里，海拔高度35米，2001年人口1,319，人口密度每平方公里8人。根據2001年的人口普查，當地94.84%的人以烏克蘭語為母語。